# Deep Space–1
A Deep Space–1 űrszonda a NASA New Millennium-programjának az első küldetése, és az első űrszonda, amely ionhajtóművel rendelkezett. Több kisebb égitestet is megközelített (9969 Braille  aszteroida, Borrelly-üstökös). A küldetés elsődleges célja a fedélzeten elhelyezett 12 új technológia kipróbálása volt. Ide tartozik az NSTAR típusú ionhajtómű, a SCARLET II napelemtábla, az Autonav automata navigációs rendszer.

## Küldetés
A Deep Space–1-et 1998. október 24-én indították a floridai Cape Canaveralból Delta II rakétával. 1999. július 29-én a 9969 Braille kisbolygó mellett repült el 26 kilométerre, amelyről műszaki hiba miatt nem készültek közelképek, csak nagy távolságból. 1999. szeptember 18-án lejárt az elsődleges küldetés, de a programot meghosszabbították. 2001. szeptember 22-én 2200 kilométerre megközelítette a Borrelly-üstököst, amelyről sikerült képeket készítenie.

### Magyar oldalak
- A jövő technológiájának előhírnöke: 5 éve startolt a Deep Space 1: (1. rész), (2. rész)
- Öreg űrszonda nem vén űrszonda
- Deep Space 1: 12 új technológia – fantáziából valóság

### Külföldi oldalak
- A NASA Deep Space–1-oldalaArchiválva 2011. szeptember 2-i dátummal a Wayback Machine-ben